# 纥石烈子仁
纥石烈子仁，女真族，纥石烈氏，金朝将领。
纥石烈子仁原为知兴中府事。承安四年（1199年）二月，代西南路招讨使仆散揆，尽数接受其治边方略。泰和五年（1205年）九月，以河南路统军使充贺宋生日使（宋宁宗生日）。泰和六年（1206年）四月，派严整、阎忠、周秀等入襄阳，刺探宋朝军情。十月，随平章政事仆散揆，率兵三万出涡口。十一月，攻下来安、全椒二县。十二月，奉命分军涉浅，潜出宋兵后，在河桥击败宋兵，攻克真州。南宋再派陈璧等奉书请和。泰和七年四月，为右副元帅。泰和八年十一月，以枢密使兼三司使。